# Lewotolo
Lewotolo (Indonesisch: Gunung Lewotolo) is een stratovulkaan op het Indonesische eiland Lomblen in de provincie Oost-Nusa Tenggara.